# 控除
控除、扣除（こうじょ）とは、ある金額から一定の金額を差し引くことを指す。
- 控除 (課税標準) （米: Tax deduction）- 税額を算出する対象の課税標準額を求める際に差し引くことのできる金額。
- 税額控除 （米: Tax credit）- 税額を求めたのちに、税額から直接差し引くことのできる金額。
- 控除 (賃金) - 賃金からあらかじめ引かれる税金や保険料などの金額。

## 税における控除
税において控除は、一定の要件に該当すること（医療費、住宅ローン、保険料の支払いなどで税負担が大きくなるなどの理由から）で、本来支払うべき税額から若干無税できる金額のことを指し、課税標準を求める際に元の金額から控除されるもの（控除 (課税標準)）と、課税標準に税率を乗じて計算された金額から控除される税額控除に大別される。
前者には、医療費控除などの所得控除や青色申告特別控除、法人税の欠損金の繰越控除などがあり、後者には、所得税の住宅ローン控除や配当控除などがある。なお、所得税の所得控除は課税標準から課税所得金額（税率を乗じる対象となる額）を求める際に控除されるものであって、厳密には課税標準を求める際に控除されるものではないが、便宜上この範疇に含められる。

## 賃金からの控除
労働者に支払われる賃金（給料、賞与、各種手当など）は、労働基準法第24条の規定により「原則として賃金の全額について支給する」こととされるが、その他の法律の規定により支払われる賃金から、税金や保険料など特定の金額を差し引いて支給される。
税金
- 所得税（源泉徴収を参照）
- 住民税（特別徴収を参照）

保険料
- 社会保険料

貯蓄
- 財形貯蓄

その他
- 寮費（会社寮、社宅に居住する場合）
- 組合費（労働組合等に属している場合）

### 天引
賃金から税金や保険料などを控除することを「天引（き）」ともいうが、もともと天引とは金銭消費貸借において、その期間の利息をあらかじめ差し引いた金額を貸し付け、期間満了時に貸し付け金額全体を返済するというものである。